# جيليان أيريس
جيليان أيريس (بالإنجليزية: Gillian Ayres)‏ هي رسامة بريطانية، ولدت في 3 فبراير 1930 في بانس ‏ في المملكة المتحدة، وتوفيت في 11 أبريل 2018 في North Devon ‏ في المملكة المتحدة بسبب مرض.